# 83타워
83타워(영어: 83 Tower)는 대한민국 대구광역시 달서구 두류2동에 위치한 전파 송출용 탑이다. 83타워는 타워 꼭대기가 83층에 해당하여 이름 붙여졌으며, 대구타워, 우방타워로도 불린다. 1984년 10월에 착공하여 시행사 부도로 한 차례에 공사가 중단되었다. (주)우방이 재착공하여 1992년에 완공되었고 같은 해에 오픈하였다. 완공 당시 대구광역시에서 가장 높은 탑이 되었다. 1995년에 테마공원을 조상하였고 오픈했다. 높이는 202m이고 탑신 높이는 153m, 철탑 높이는 49m, 해발 높이는 132m이다. 지상 83층, 지하 1층이다.

## 역사
대구의 직할시 승격을 기념하기 위해 1984년 10월에 착공하였으나 사업 시행사의 부도로 1986년에 공사 중단 사태를 맞았다. 이후 대구 지역 건설사인 (주)우방이 재착공을 하면서 타워가 1992년에 완공 후 오픈했다. 이뿐만 아니라 일대에 종합테마공원을 조성하여 1995년에 오픈했다.
이미 개관한 83타워는 국내 최대의 전망탑 중의 하나로 다보탑 형태의 팔각형 탑신으로 안정감과 한국의 전통적 건축미를 재현했다고 칭찬이 자자하였으며 2010년 수성구 두산동의 수성 SK 리더스 뷰 103동, 105동(57층, 225m)이 완공되기 이전까지 대구광역시에서 가장 높은 건축물로 군림했었다. 1995년 3월 28일에 종합 테마공원인 우방타워랜드를 개장하였다.
이랜드가 인수한 후 2011년 2월에는 대구극동방송이 개국하면서 이곳에 송신 시설을 갖추었고 2011년 3월 우방랜드는 이월드로 개칭하였다. 이와 함께 우방타워를 83타워로 개칭하였다. 2018년에 대구극동방송이 83타워에서 와룡산 송신소로 이전하였다.

## 높이
높이 202m이다. 탑신은 153m이고 철탑은 49m다. 해발은 312m이다. 1992년 완공 당시 대구광역시에서 가장 높은 탑이 되었다. 현재 대구광역시에서 가장 높은 탑이다. 2010년 수성구 두산동에 수성 SK 리더스 뷰 103동, 105동(57층, 225m)이 완공되면서 83타워보다 높은 건축물이 되었지만 해발은 83타워가 가장 높다.

## 특징
전망 엘리베이터는 1초에 3.2m를 올라간다고 하며 타워 제일 꼭대기에는 대구 전체를 한눈에 볼 수 있는 전망대와 스카이라운지가 있다. 이 곳은 해발 260m에 있는 창가를 따라 좌석이 놓여 있는데 데이트 장소로도 많이 이용되고 있다.
83 라라카페가 있다. 운영시간은 평일 : 오후 1시부터 오후 8시 30분까지다. 금요일, 주말은 오전 11시부터 오후 9시 30분까지다. 메뉴는 커피, 시즌 음료다.
83 전망대가 있다. 이용조건은 전체 이용이 가능하고 이용제한은 제한없음이다. 운영시간은 월요일부터 목요일 오전 11시부터 오후 9시까지다. 오후 9시 30분까지 입장마감이다. 금요일부터 일요일은 오전 11시부터 오후 10시까지다. 오후 9시 30분에 입장이 마감된다. 35개월 이하 어린이 고객, 이월드 연간회원은 무료 입장 가능하며 전망대 내에 비치된 망원경은 2,000원(3분)에 이용할 수 있다.
뉴욕뉴욕 바이 켄싱턴이 있다. 미식가의 입 맛을 사로잡은 ‘풍미와 식감’, 호텔식 서비스를 경험할 수 있는 3대 스테이크 하우스다. 운영시간은 평일 오후 12시부터 오후 10시까지다. LO는 오후 8시다. 토요일, 일요일은 공휴일이다. 오후 12시부터 오후 10시까지 영업한다. LO는 오후 8시까지다. 대표 메뉴는 정통 스테이크, 브런치다.
83타워 기념품샵이 있다. 운영시간은 전망대 운영시간과 동일하다. 주요 판매상품은 팬시류, 기념품, 선물세트다.
리미니 가든이 있다. 운영시간은 평일 오후 12시부터 오후 9시까지 영업한다. LO는 오후 8시다. 토요일, 일요일(공휴일)은 오전 11시부터 오후 9시까지다. LO는 오후 8시다. 대표 메뉴는 샐러드, 피자, 파스타, 에이드다.
카페루고가 있다. 전세계 프리미엄급 생두를 직접 로스팅 해 더욱 깊고 신선한 맛을 선사하는 로스터리 카페다. 운영시간은 평일은 휴점이고 토요일, 일요일은 오후 12시부터 오후 7시 30분까지다. 대표 메뉴는 커피, 디저트다.
공차가 있다.운영시간은 평일 오전 10시 30분부터 오후 8시 30분까지 영업한다. LO는 오후 8시 30분이다. 토요일, 일요일(공휴일) 오전 10시부터 오후 8시 30분까지 영업한다. LO는 오후 8시 30분이다. 
캔디샵이 있다. 운영시간은 평일 오전 10시 30분부터 오후 9시까지 영업한다. LO는 오후 8시 30분이다. 토요일, 일요일(공휴일) 오전 10시부터 오후 9시까지 영업한다. LO는 오후 8시 30분이다. 주요 판매상품은 캔디, 젤리, 초콜릿이다.
푸드폴리탄이 있다. 운영시간은 월요일, 화요일 휴점, 수~일(공휴일)은 오후 12시부터 오후 7시까지다. 대표 메뉴는 한식, 양식, 분식, 중식이다. 치즈 빚는 마을, 모뉴망, 와인캐슬, 주차장 등이 있다.
호발롱 디지털 키즈파크가 있다. 이용시간은 평일 오후 12시부터 오후 7시까지다. 토요일, 일요일(공휴일) 오전 11시부터 오후 8시까지다.
아이스링크가 있다. 이용조건은 발사이즈(실측) 180mm 이상이다. 이용제한은 피겨, 하키소지자, 음주 및 안전수칙 위반자, 이용시간은 평일 오후 12시부터 오후 6시 30분까지다. 토요일, 일요일(공휴일) 오전 11시 30분부터 오후 7시 30분까지다.
애슐리가 있다. 운영시간은 평일 오전 11시부터 오후 9시까지다. LO는 오후 8시다. 토요일, 일요일(공휴일) 오전 11시부터 오후 10시까지다. LO는 오후 9시다.

## 내부 시설
카페, 애슐리 등의 편의시설과 아이스링크, 전망대 등이 있다. 건물 자체는 83층이지만 승강기 통로와 운영 사물 때문에 사실상 운영되는 시설만 따지면 10층 내외이다. 자세한 내용은 아래 참고.
| 층수        | 시설                                |
| ----------- | ----------------------------------- |
| 83층        | 영업준비중                          |
| 79층 ~ 82층 | 승강기 통로                         |
| 78층        | 레스토랑                            |
| 77층        | 전망대, 카페, 스카이점프            |
| 76층        | 전망대                              |
| 8층 ~ 75층  | 승강기 통로                         |
| 5층 ~ 7층   | 미운영                              |
| 4층         | 전망대 엘리베이터, 전망대 매표소 등 |
| 3층         | 주차장 등                           |
| 2층         | 키즈파크 등                         |
| 1층         | 레스토랑                            |
| 지하 1층    | 지하주차장                          |

## 사건 사고
2022년 11월 5일 승객 22명을 태운 승강기가 멈추는 약 20분간 사건이 발생했다. 다행히 인명 피해는 없으나 승객 중 1명이 어지럼증을 호소하며 병원에 이송되었고, 해당 승강기는 운행 중단 후 정밀 검사를 받았다.

## 갤러리

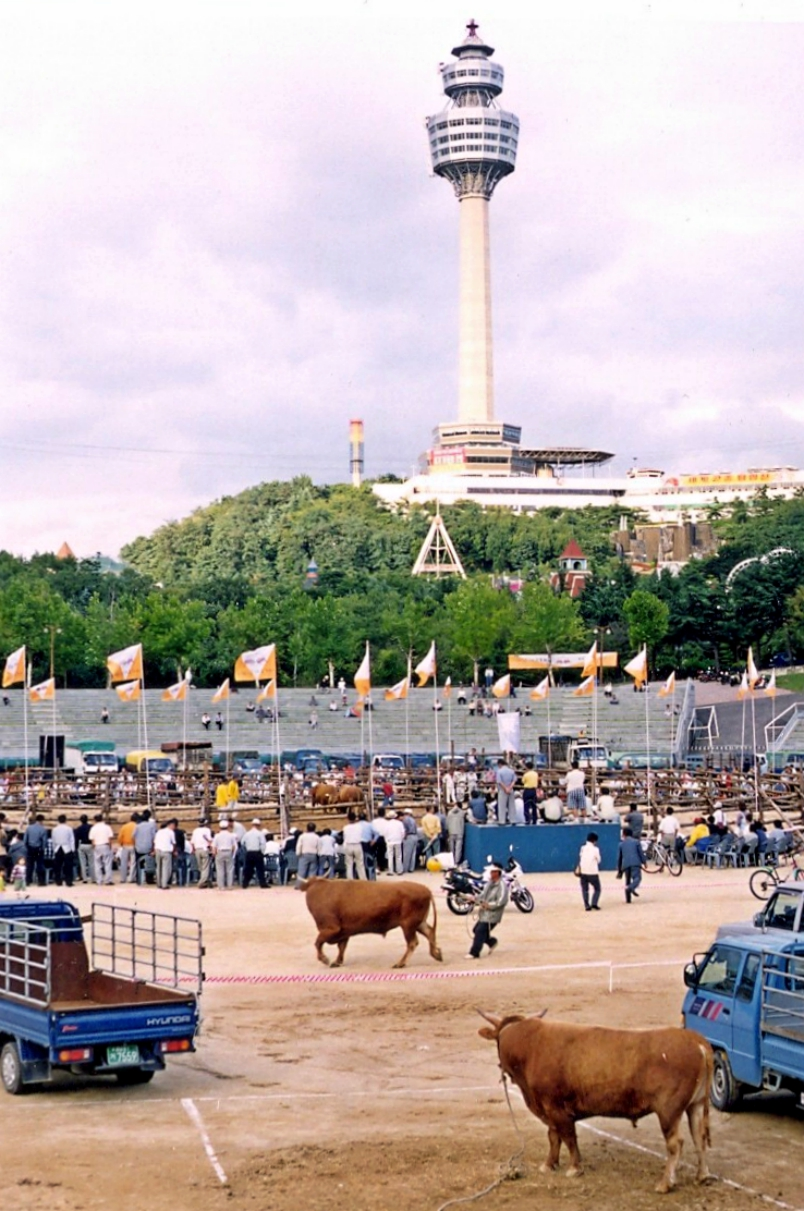
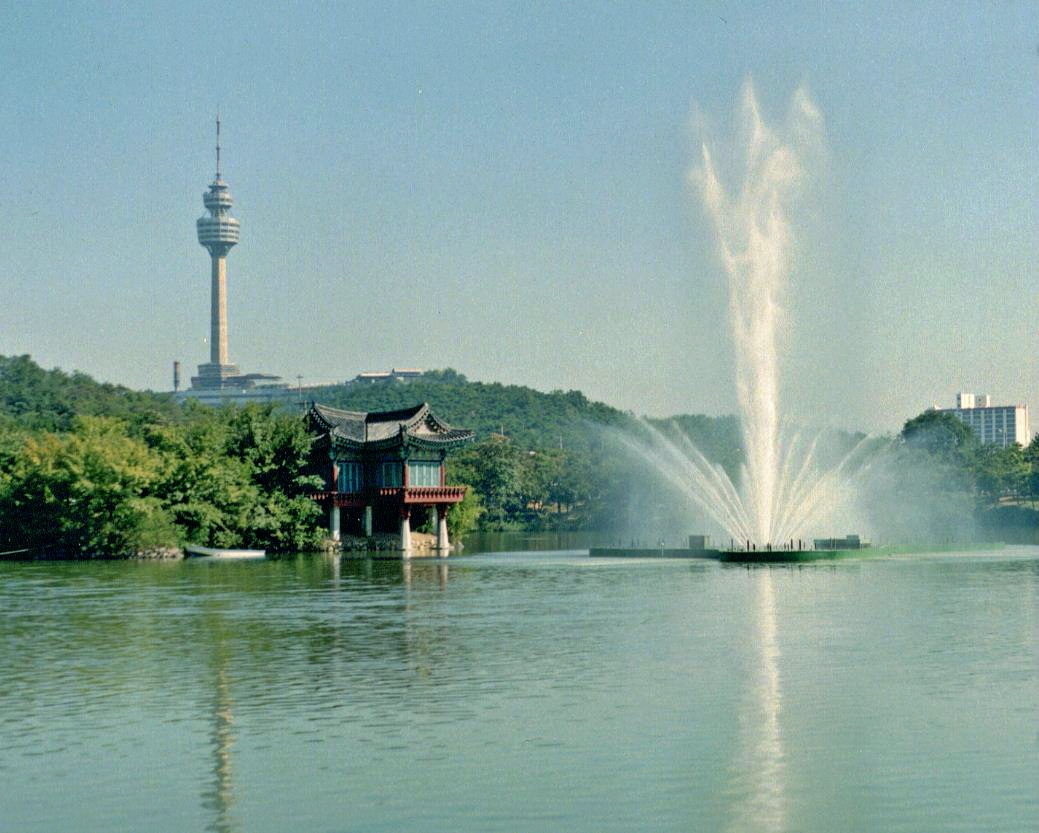

## 같이 보기
- 대한민국의 마천루 목록
- 대구광역시의 마천루 목록
- 이월드
- N서울타워
- 부산타워
- 양산타워
- 황령산타워